# Hermeziu, Iași

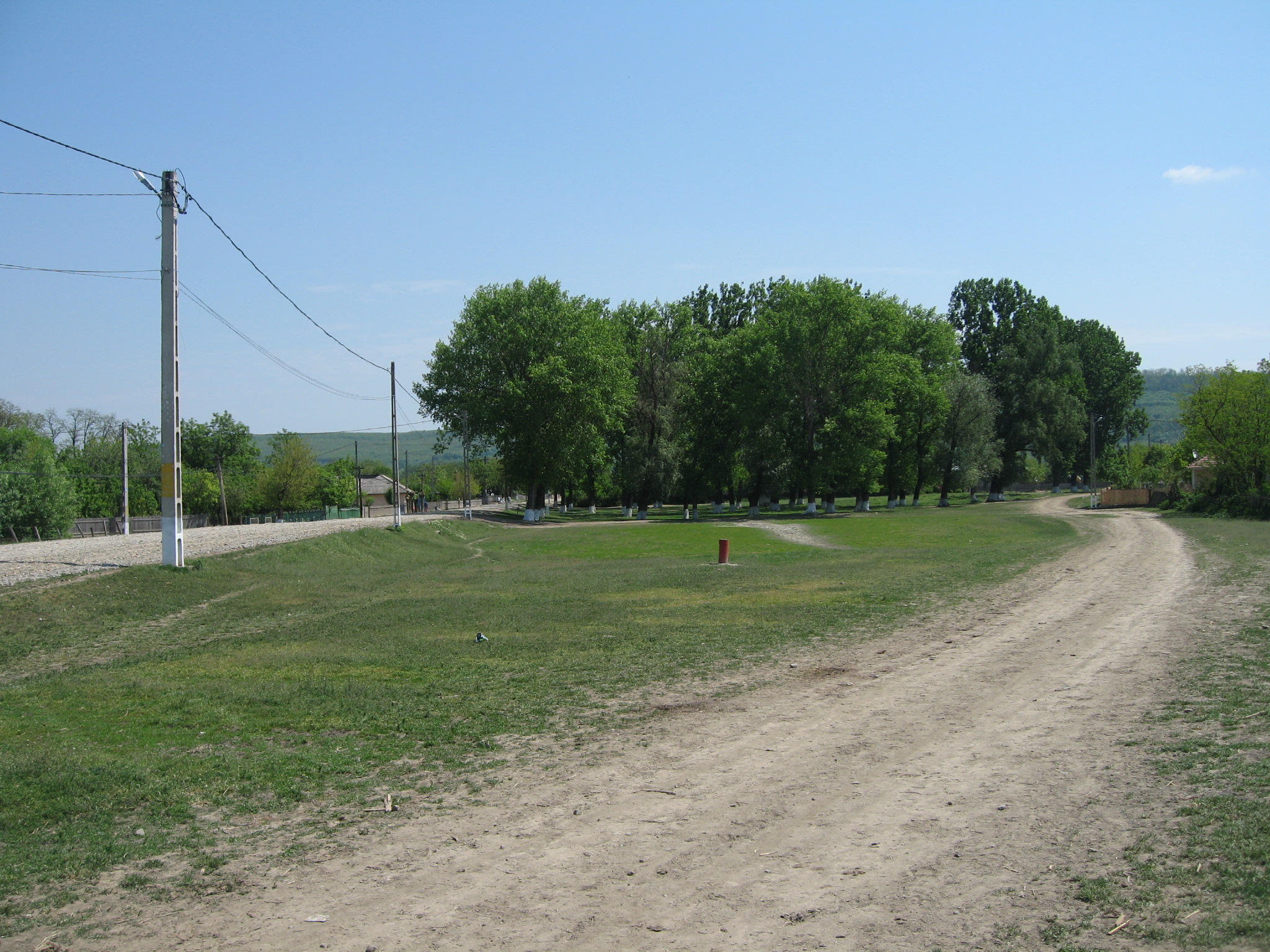
Parcul satului Hermeziu.

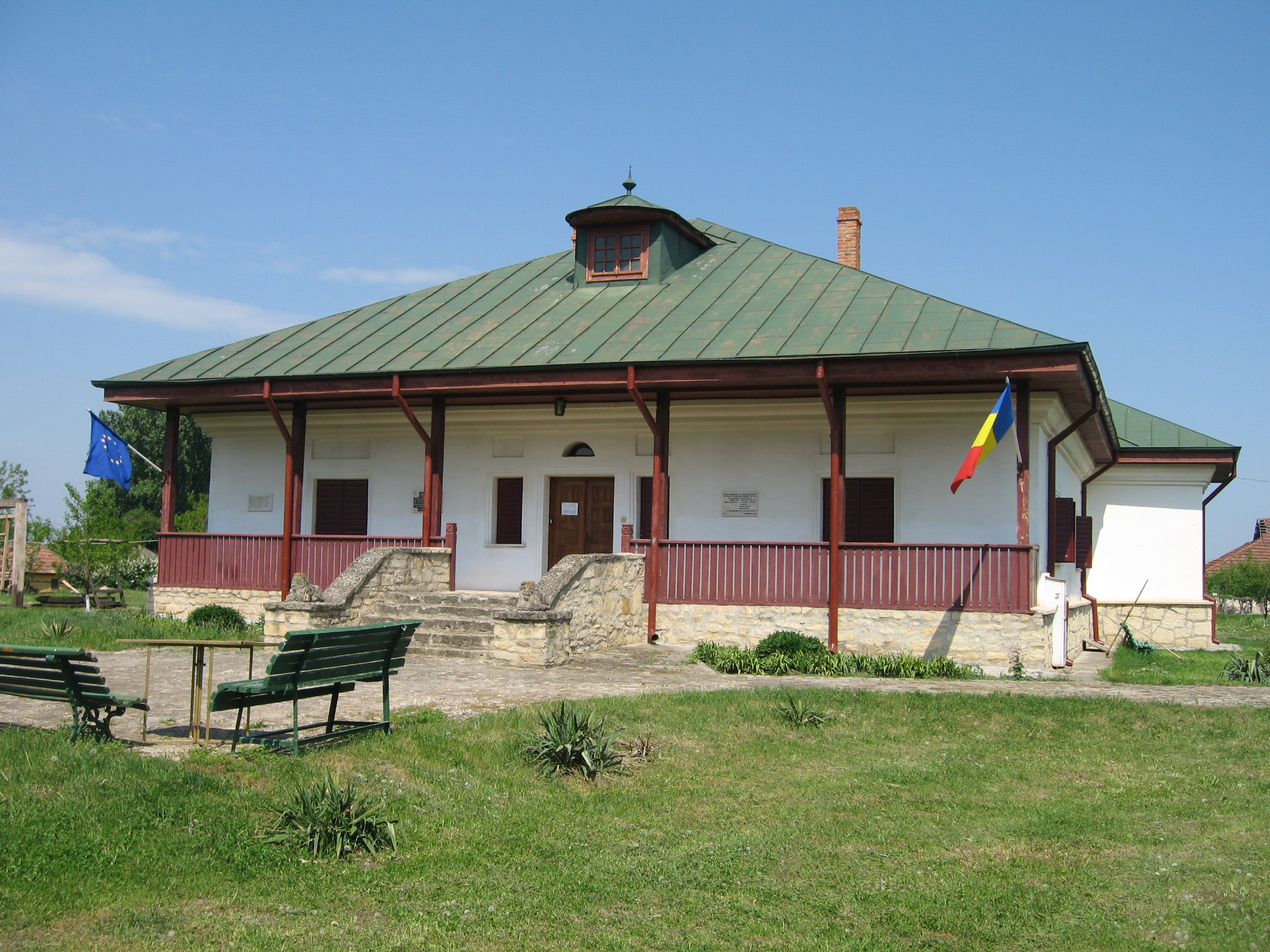
Casa memorială Costache Negruzzi de la Hermeziu.

Hermeziu (în trecut, și Lunca Prutului) este un sat în comuna Trifești din județul Iași, Moldova, România.

## Denumirea satului
La începutul secolului al XVIII-lea, satul purta numele de Trifeștii vechi. În anul 1807, Sofia Hermeziu, o proprietară din Basarabia, mama scriitorului Costache Negruzzi (1808-1868), s-a căsătorit cu Dinu Negruț, primind conacul din sat ca zestre. Satul a primit numele de Hermeziu cu acest prilej. 
În anul 1969, denumirea satului a fost schimbată în cea de Lunca Prutului, revenindu-se în anul 1996 la denumirea purtată anterior de Hermeziu.

## Monumente istorice
- Biserica „Sf. Împărați” (1825), construită în de către spătarul Costache Negruzzi. În curtea bisericii se află mormintele funerare ale scriitorului și ctitorului Constantin Negruzzi, Leon Negruzzi, Gheorghe C. Negruzzi și Ana Sturza. Din patrimoniul Bisericii fac parte numeroase cărți de cult tipărite după anul 1800; IS-IV-m-B-04193.01
- Ansamblul curții familiei Negruzzi (1839), monument istoric; IS-IV-m-B-04193
- Casele familiei Negruzzi (1839) - conacul familiei Negruzzi, transformat în anul 1995 în muzeu memorial; IS-IV-m-B-04193.02
- Parc (secolul XIX), monument istoric situat în curtea bisericii; IS-IV-m-B-04194.03
- Mormântul scriitorului Costache Negruzzi (secolul XIX), monument istoric situat în curtea bisericii; IS-IV-m-B-04194.04

## Imagini

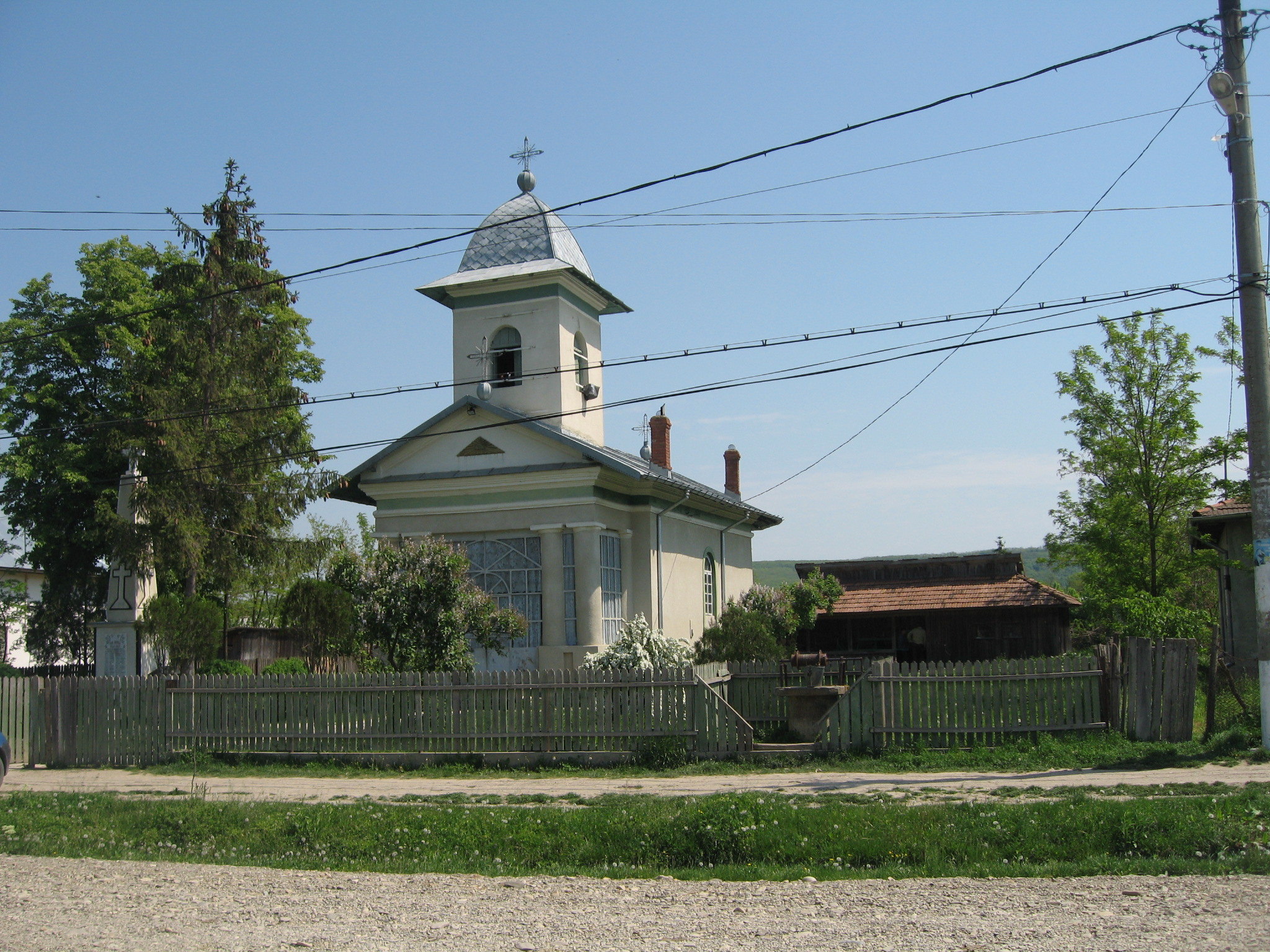
Biserica ortodoxă din satul Hermeziu.
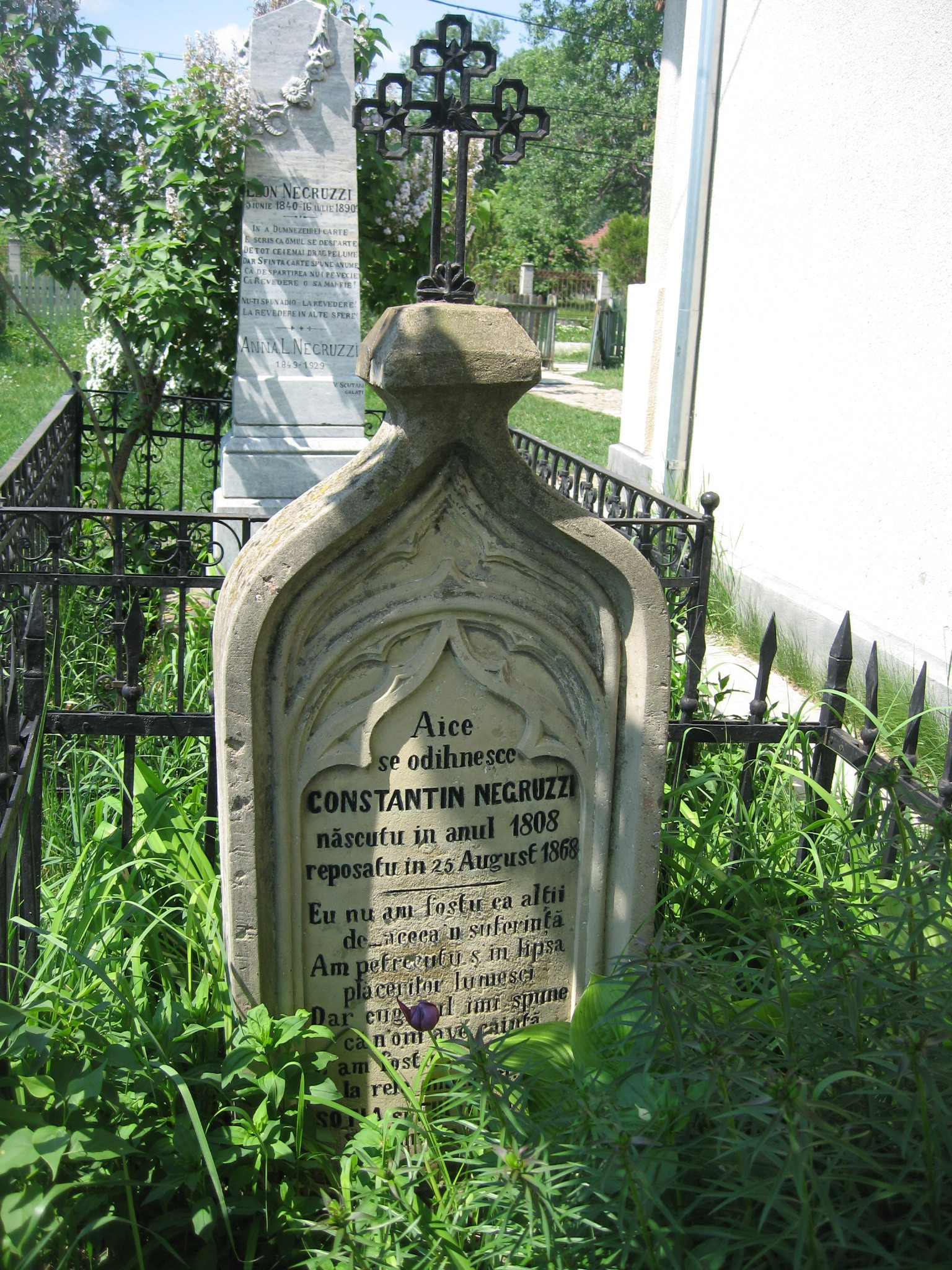
Mormântul lui Costache Negruzzi, aflat în curtea bisericii din Hermeziu.
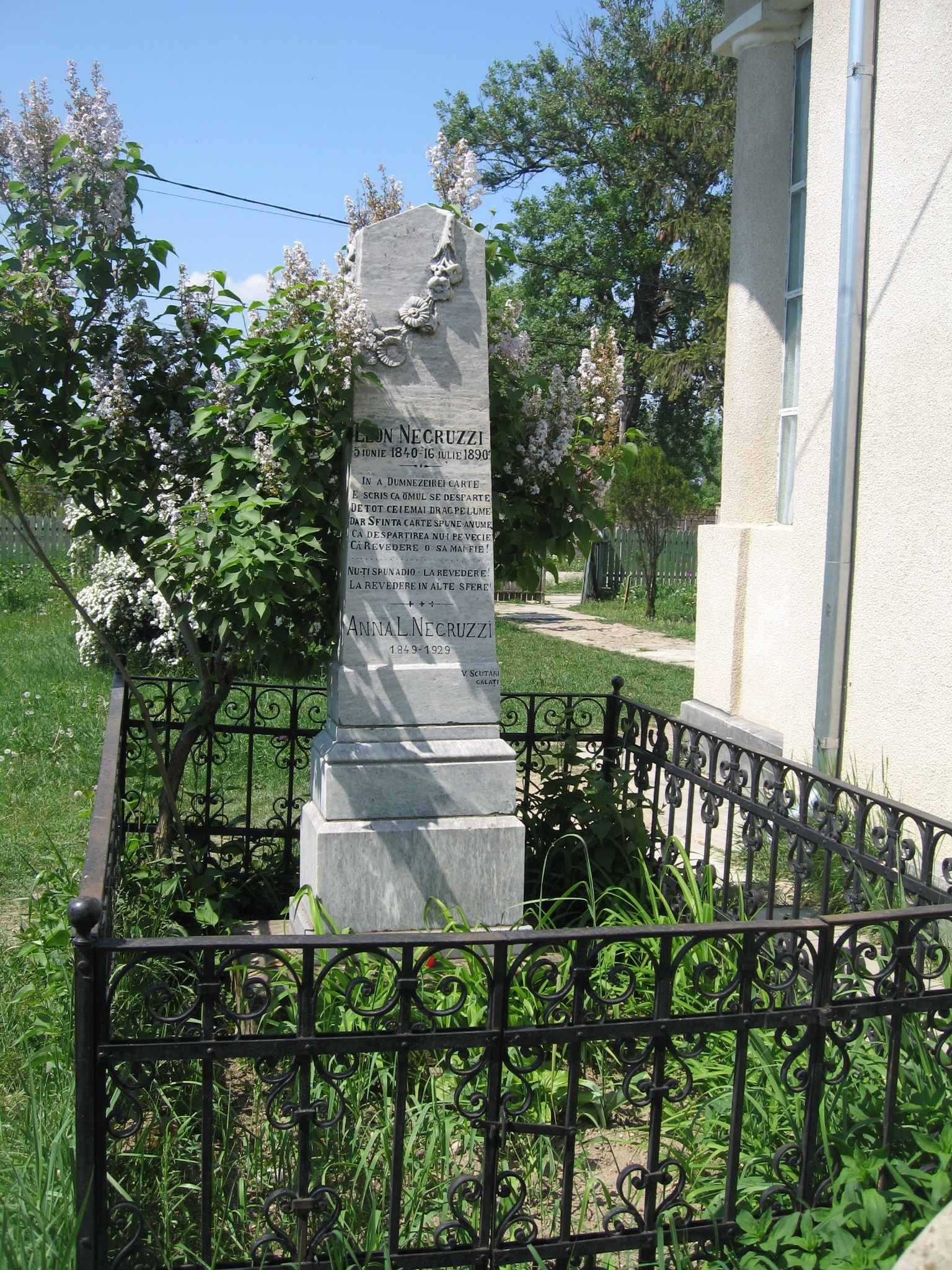
Mormântul lui Leon Negruzzi, aflat în curtea bisericii din Hermeziu.
Crucea comemorativă a eroilor locali din cel de-al doilea război mondial, aflată în curtea bisericii.